# Isao Yamamoto
Isamu Yamamoto (山本勲, Yamamoto Isamu) (6 gennaio 1982) è un giocatore di bowling giapponese.
È membro della Japan Professional Bowling Association con il n. di licenza 1078. Ha una sorella, Yuki Kobayashi, anche lei bowler professionista.

## Biografia
Grazie ai genitori ha iniziato a giocare a bowling, e al liceo vince l'Asian Youth Championship 2 volte di seguito. Dopo essersi diplomato, partecipa e vince l'All Japan Bowling Championship. Dopo questa parentesi, partecipa al Pro test passandolo e debuttando poi come professionista nel 2005. Guadagna presto il primo posto nel ranking dei punteggi e vince 3 volte consecutivamente l'All Japan Pro Bowling Championship nel 2006, 2007 e 2008. Sempre nel 2008 effettua un perfect game. Vince poi il Japan Open Championships, guadagnandosi il premio di 10 milioni di ¥. Nello stesso anno ha guadagnato complessivamente 22.829.100 ¥, diventando il primo in questa classifica.

## Records

### 2005
- Chiba Open championship (second place winner: Nobuaki Takahashi)

Ranking point 1st place Prize 4th place Average 1st place (217.61)

### 2006
- Bowling Men's Newcomer Wins Championship (Second Prize: Keisuke Aida)
- Chiba open victory (second place winner: Shohei Ishihara)
- The 40th All-Japan Professional Bowling Championship Tournament championship (second place winner: Mitsuiro Tanaka)
- 30th ABS Japan Open Second Prize Win (Champion: Akihiko Aoki)

Ranking point 2nd place Prize 1st place Average 1st place (220.49)

### 2007
- The 9th Sanko Lake Korean Cup Championship (Second Prize: Shigetaka Sakata)
- 2nd MK Charity Cup championship (second place winner: Nakazawa Awards)
- The 31st Annual ABS Japan Open Open (Second Champion: Sho Miike)
- The 41st All Japan Professional Bowling Championship Championship Championship (Second Prize: Gu Yong Jin)
- 2007 Chiba open second place winner (victory: John · Teha)

Ranking point 1st place Prize 1st place Average 1st place (229.13)

### 2008
- The 30th Kansai Open Championship (Second Prize: Kim Young Pil)
- 32nd Annual ABS Japan Open Open (Second Champion: John Teja)
- The 42nd All-Japan Pro Bowling Championship Championship Championship (Second Prize: Yukio Yamazaki)

Ranking point 1st place Prize 1st place Average 3rd place (225.74)

### 2009
Ranking point 5th place Prize 7th place Average 3rd place (226.34)

### 2010
- The 5th MK Charity Cup Championship (Second Prize: Kotaro Kawazoe)

Ranking point 5th place Prize 6th place Average 5th place (219.54)

### 2011
Ranking point 8 place prize 17th average average 12th (213.69)

### 2012
- 2012 Chiba open victory (second place winner: Kotaro Kawazoe)
- The 46th All-Japan Pro Bowling Championship Tournament Second Prize (victory: Kotaro Kawazoe)

Ranking point 2nd place Prize 4th place Average second place (223.48)

### 2013
Ranking point 2nd place Prize 5th place Average 1st place (223.63)

### 2014
- 2014 Tokai Open Second Prize (victory: Hideaki Yamagami)

Ranking point 2nd place Prize 4th place Average second place (225.43)

### 2015
- Winning of the 49th All Japan Professional Bowling Championship Tournament (Second Prize: Nobuhiro Fujii)
- The 3rd Glyco Seventeen Ice Cup Second Prize (victory: Shogo Tagata)
- Bowling World Open Second Prize (victory: Osku Palermaa)
- 38th Japan Open Second Prizes (victory: Kenta Morimoto)

Ranking point 3rd place Prize 1st place Average second place (223.22)

### 2016
Ranking point 6th place prize 12th average average 5th (221.89)